# Municipio de Lake Fremont
El municipio de Lake Fremont (en inglés: Lake Fremont Township) es un municipio ubicado en el condado de Martin en el estado estadounidense de Minnesota. En el año 2010 tenía una población de 162 habitantes y una densidad poblacional de 1,74 personas por km².

## Geografía
El municipio de Lake Fremont se encuentra ubicado en las coordenadas 43°32′39″N 94°47′41″O / 43.54417, -94.79472. Según la Oficina del Censo de los Estados Unidos, el municipio tiene una superficie total de 92.98 km², de la cual 92,98 km² corresponden a tierra firme y (0 %) 0 km² es agua.

## Demografía
Según el censo de 2010, había 162 personas residiendo en el municipio de Lake Fremont. La densidad de población era de 1,74 hab./km². De los 162 habitantes, el municipio de Lake Fremont estaba compuesto por el 98,77 % blancos, el 1,23 % eran de otras razas. Del total de la población el 4,94 % eran hispanos o latinos de cualquier raza.